# Tulukuckuck

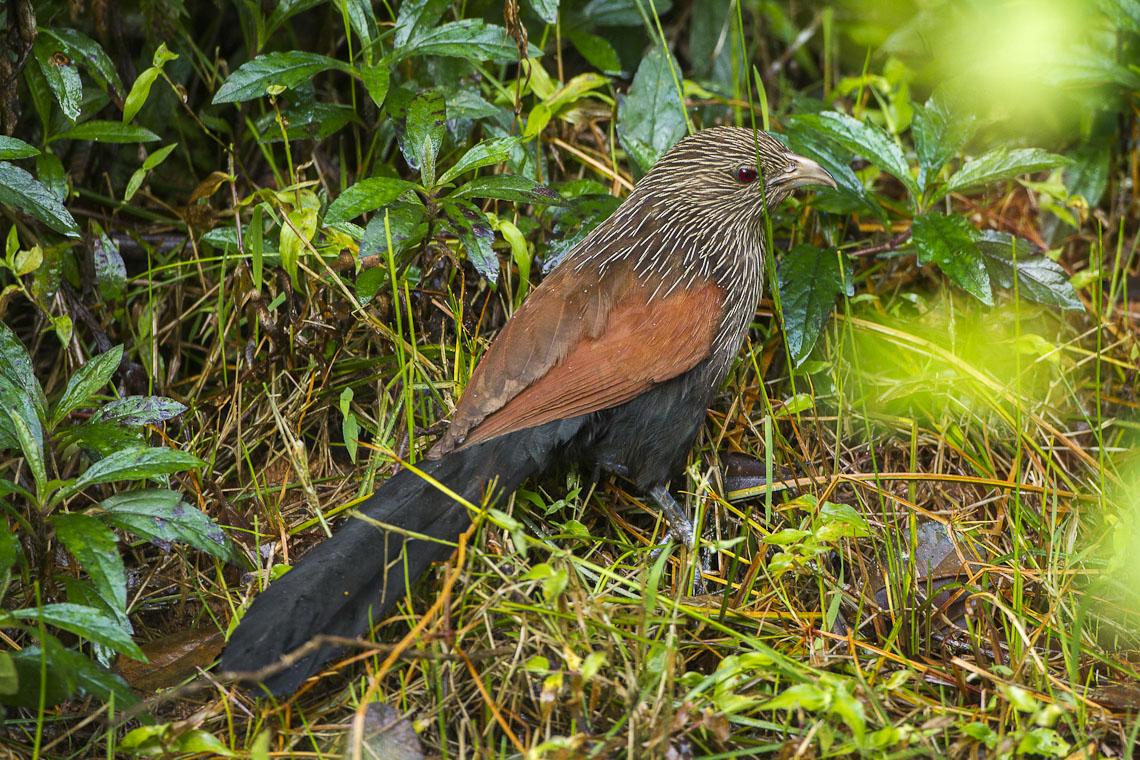
Tulukuckuck im Schlichtkleid

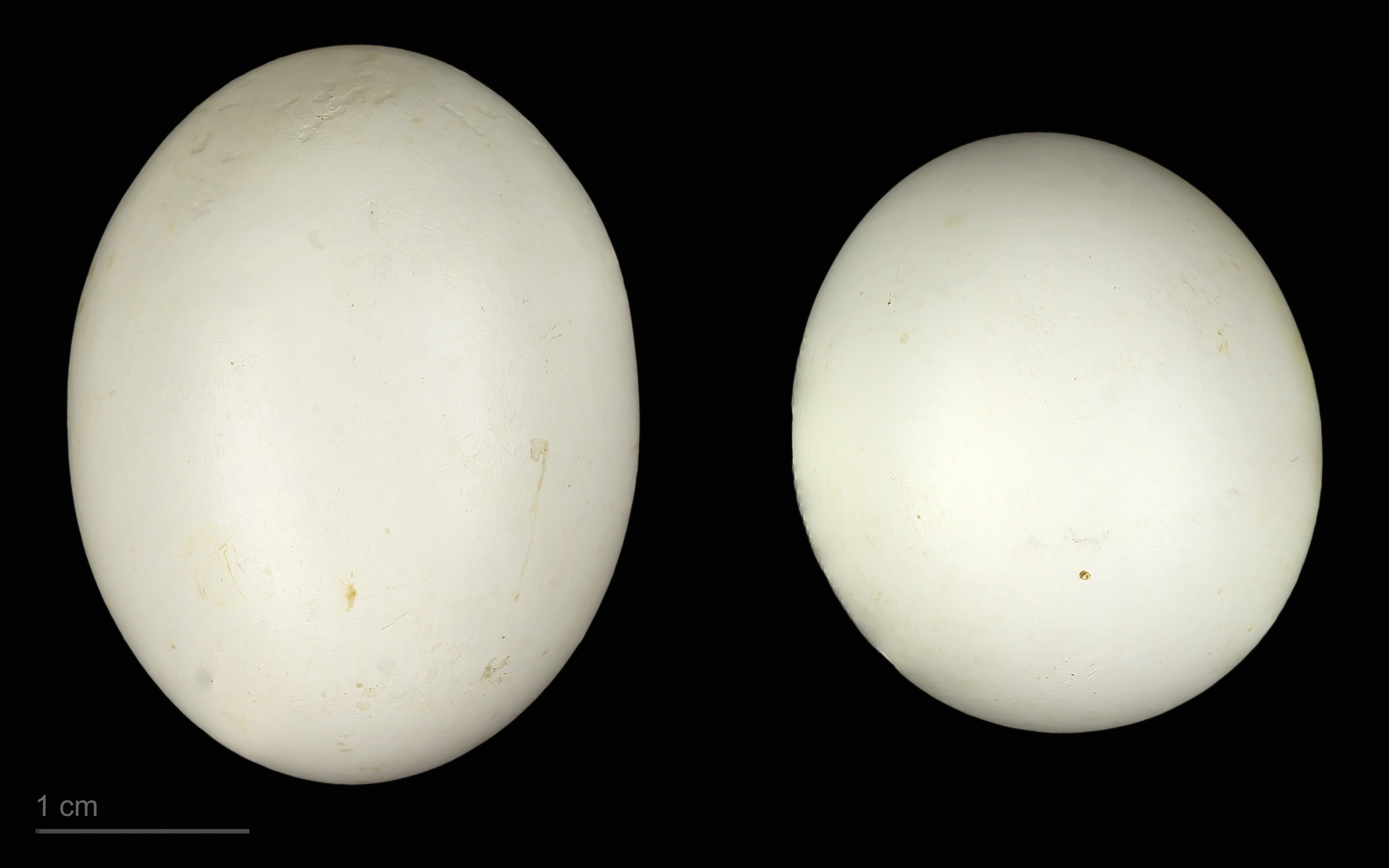
Centropus toulou, Sammlung Museum von Toulouse

Der Tulukuckuck (Centropus toulou) ist ein auf Madagaskar und auf Aldabra vorkommender Vogel aus der Gattung der Spornkuckucke (Centropus).

## Merkmale
Tulukuckucke erreichen eine Körperlänge von 40 bis 46 Zentimetern und ein Gewicht von 117 bis 139 Gramm bei den Männchen sowie von 131 bis 189 Gramm bei den Weibchen, wobei die auf Madagaskar lebenden Individuen am schwersten sind. Zwischen den Geschlechtern besteht kein Sexualdimorphismus. Im Prachtkleid sind die Vögel glänzend schwarz gefärbt, zuweilen leicht metallisch dunkel olivgrün schimmernd; lediglich die Flügel und Teile des Rückengefieders sind rostrot bis kastanienbraun. Im Schlichtkleid sind Kopf, Nacken und Kehle zusätzlich weißlich schraffiert. Die Iris ist rot, der Schnabel schwarz, Beine und Füße sind grau.

## Verbreitung, Unterarten und Lebensraum
Neben der auf Madagaskar vorkommenden Nominatform Centropus toulou toulou ist eine weitere Unterart bekannt: Centropus toulou insularis Ridway, 1894, die auf Aldabra heimisch ist.
Die Art besiedelt auf den Inseln bevorzugt Eukalyptus- und Mangrovenwälder sowie Röhrichtzonen von der Ebene bis in Höhenlagen von 1800 Metern.

## Lebensweise
Die Vögel ernähren sich in erster Linie von verschiedenen Wirbellosen, beispielsweise von Heuschrecken, Käfern, sowie Raupen und anderen Larven. Gelegentlich werden auch Eidechsen, kleine Ratten oder Jungvögel erbeutet. Die Tulukuckucke jagen mitunter paarweise, wobei ein Partner die erbeutete Nahrung gegen die Entwendung durch andere Vögel, beispielsweise den Gabeldrongo (Dicrurus forficatus) verteidigt. Die Brutsaison fällt in die Monate Juli bis September. Das große, kugelförmige Nest wird in erster Linie aus trockenen Gräsern gefertigt und ein bis vier Meter über dem Erdboden in einem dichten Busch platziert und mit zwei bis drei Eiern bestückt.

## Gefährdung
Tulukuckucke kommen auf Madagaskar und Aldabra verbreitet vor und werden von der Weltnaturschutzorganisation IUCN als  „least concern = nicht gefährdet“ klassifiziert. Auf Assomption ist die ehemals dort vorkommende Unterart Centropus toulou assumptionis Nicoll, 1906 im 20. Jahrhundert jedoch bereits ausgestorben.